# Liste der Gemeinden im Département Finistère

Lage des Départements Finistère

Das Département Finistère liegt in der Region Bretagne in Frankreich. Es untergliedert sich in vier Arrondissements mit 277 Gemeinden (Stand 1. Januar 2019).
Die Häufigkeit der Silbe Plou am Beginn der Ortsnamen erklärt sich aus der bretonischen Herkunft der Namen. Im Bretonischen ist Plou das Wort für Pfarrbezirk und weist auf eine Gründung der Siedlung während der Christianisierung hin. Auch weitere häufige Namensbestandteile gehen auf die bretonische Herkunft der Namen zurück (z. B. Ker = Dorf, Loc = heiliger Ort, Lan = Kloster)
| Code INSEE | PLZ          | Gemeinde                    | Einwohner (Stand 1. Januar 2022) | Fläche in km² | Einwohner je km² | Kanton seit 30. März 2015 Kanton bis zum 29. März 2015 | Arrondissement | Gemeindeverband                       |
| ---------- | ------------ | --------------------------- | -------------------------------- | ------------- | ---------------- | --- | -------------- | ------------------------------------- |
| 29001      | 29560        | Argol                       | 1043                             | 31,73         | 33               | Crozon | Châteaulin     | Presqu’île de Crozon-Aulne maritime   |
| 29002      | 29300        | Arzano                      | 1440                             | 34,04         | 42               | Quimperlé Arzano | Quimper        | Quimperlé Communauté                  |
| 29003      | 29770        | Audierne                    | 3708                             | 18,37         | 202              | Douarnenez Pont-Croix | Quimper        | Cap Sizun-Pointe du Raz               |
| 29004      | 29380        | Bannalec                    | 5707                             | 77,51         | 74               | Moëlan-sur-Mer Bannalec | Quimper        | Quimperlé Communauté                  |
| 29005      | 29300        | Baye                        | 1363                             | 7,29          | 187              | Quimperlé | Quimper        | Quimperlé Communauté                  |
| 29006      | 29950        | Bénodet                     | 3878                             | 10,53         | 368              | Fouesnant | Quimper        | Pays Fouesnantais                     |
| 29007      | 29690        | Berrien                     | 920                              | 56,42         | 16               | Carhaix-Plouguer Huelgoat | Châteaulin     | Monts d’Arrée Communauté              |
| 29008      | 29790        | Beuzec-Cap-Sizun            | 1018                             | 34,54         | 29               | Douarnenez Pont-Croix | Quimper        | Cap Sizun-Pointe du Raz               |
| 29010      | 29400        | Bodilis                     | 1700                             | 20,08         | 85               | Landivisiau | Morlaix        | Pays de Landivisiau                   |
| 29011      | 29820        | Bohars                      | 3671                             | 7,27          | 505              | Brest-4 Brest-Cavale-Blanche-Bohars-Guilers | Brest          | Brest Métropole                       |
| 29012      | 29640        | Bolazec                     | 172                              | 17,47         | 10               | Carhaix-Plouguer Huelgoat | Châteaulin     | Monts d’Arrée Communauté              |
| 29013      | 29690        | Botmeur                     | 227                              | 13,62         | 17               | Carhaix-Plouguer Huelgoat | Châteaulin     | Monts d’Arrée Communauté              |
| 29014      | 29650        | Botsorhel                   | 428                              | 25,64         | 17               | Plouigneau | Morlaix        | Morlaix Communauté                    |
| 29015      | 29860        | Bourg-Blanc                 | 3544                             | 28,31         | 125              | Plabennec | Brest          | Pays des Abers                        |
| 29016      | 29190        | Brasparts                   | 1055                             | 46,69         | 23               | Carhaix-Plouguer Pleyben | Châteaulin     | Monts d’Arrée Communauté              |
| 29017      | 29810        | Brélès                      | 867                              | 14,06         | 62               | Saint-Renan Ploudalmézeau | Brest          | Pays d’Iroise                         |
| 29018      | 29690        | Brennilis                   | 447                              | 18,69         | 24               | Carhaix-Plouguer Pleyben | Châteaulin     | Monts d’Arrée Communauté              |
| 29019      | 29200        | Brest                       | 140.993                          | 49,51         | 2848             | Brest-1 Brest-2 Brest-3 Brest-4 Brest-5 Brest-Bellevue Brest-Cavale-Blanche-Bohars-Guilers Brest-Centre Brest-Kerichen Brest-Lambezellec Brest-L’Hermitage-Gouesnou Brest-Plouzané Brest-Recouvrance Brest-Saint-Marc Brest-Saint-Pierre | Brest          | Brest Métropole                       |
| 29020      | 29510        | Briec                       | 5815                             | 67,87         | 86               | Briec | Quimper        | Quimper Bretagne Occidentale          |
| 29022      | 29570        | Camaret-sur-Mer             | 2448                             | 11,64         | 210              | Crozon | Châteaulin     | Presqu’île de Crozon-Aulne maritime   |
| 29023      | 29660        | Carantec                    | 3261                             | 9,02          | 362              | Morlaix Taulé | Morlaix        | Morlaix Communauté                    |
| 29024      | 29270        | Carhaix-Plouguer            | 7326                             | 25,81         | 284              | Carhaix-Plouguer | Châteaulin     | Poher Communauté                      |
| 29025      | 29150        | Cast                        | 1557                             | 37,66         | 41               | Crozon Châteaulin | Châteaulin     | Pleyben-Châteaulin-Porzay             |
| 29026      | 29150        | Châteaulin                  | 5106                             | 20,81         | 245              | Crozon Châteaulin | Châteaulin     | Pleyben-Châteaulin-Porzay             |
| 29027      | 29520        | Châteauneuf-du-Faou         | 3646                             | 42,58         | 86               | Briec Châteauneuf-du-Faou | Châteaulin     | Haute Cornouaille                     |
| 29028      | 29770        | Cléden-Cap-Sizun            | 912                              | 19,08         | 48               | Douarnenez Pont-Croix | Quimper        | Cap Sizun-Pointe du Raz               |
| 29029      | 29270        | Cléden-Poher                | 1135                             | 29,81         | 38               | Carhaix-Plouguer | Châteaulin     | Poher Communauté                      |
| 29030      | 29233        | Cléder                      | 3582                             | 37,44         | 96               | Saint-Pol-de-Léon Plouzévédé | Morlaix        | Haut-Léon Communauté                  |
| 29031      | 29360        | Clohars-Carnoët             | 4701                             | 34,83         | 135              | Quimperlé | Quimper        | Quimperlé Communauté                  |
| 29032      | 29950        | Clohars-Fouesnant           | 2152                             | 13,02         | 165              | Fouesnant | Quimper        | Pays Fouesnantais                     |
| 29035      | 29870        | Coat-Méal                   | 1135                             | 10,82         | 105              | Plabennec | Brest          | Pays des Abers                        |
| 29036      | 29530        | Collorec                    | 592                              | 28,39         | 21               | Carhaix-Plouguer Châteauneuf-du-Faou | Châteaulin     | Haute Cornouaille                     |
| 29037      | 29120        | Combrit                     | 4271                             | 24,13         | 177              | Plonéour-Lanvern Pont-l’Abbé | Quimper        | Pays Bigouden Sud                     |
| 29038      | 29450        | Commana                     | 994                              | 39,90         | 25               | Landivisiau Sizun | Morlaix        | Pays de Landivisiau                   |
| 29039      | 29900        | Concarneau                  | 20.632                           | 41,08         | 502              | Concarneau | Quimper        | Concarneau Cornouaille Agglomération  |
| 29145      | 29790        | Confort-Meilars             | 860                              | 14,68         | 59               | Douarnenez Pont-Croix | Quimper        | Cap Sizun-Pointe du Raz               |
| 29041      | 29370        | Coray                       | 1869                             | 31,36         | 60               | Briec Châteauneuf-du-Faou | Châteaulin     | Haute Cornouaille                     |
| 29042      | 29160        | Crozon                      | 7410                             | 80,37         | 92               | Crozon | Châteaulin     | Presqu’île de Crozon-Aulne maritime   |
| 29043      | 29460        | Daoulas                     | 1835                             | 5,42          | 339              | Pont-de-Buis-lès-Quimerch Daoulas | Brest          | Pays de Landerneau-Daoulas            |
| 29044      | 29150        | Dinéault                    | 1858                             | 45,96         | 40               | Crozon Châteaulin | Châteaulin     | Pleyben-Châteaulin-Porzay             |
| 29045      | 29460        | Dirinon                     | 2195                             | 33,02         | 66               | Pont-de-Buis-lès-Quimerch Landerneau | Brest          | Pays de Landerneau-Daoulas            |
| 29046      | 29100        | Douarnenez                  | 14.188                           | 24,94         | 569              | Douarnenez | Quimper        | Douarnenez Communauté                 |
| 29048      | 29510        | Edern                       | 2199                             | 39,98         | 55               | Briec | Quimper        | Quimper Bretagne Occidentale          |
| 29049      | 29370        | Elliant                     | 3379                             | 70,30         | 48               | Concarneau Rosporden | Quimper        | Concarneau Cornouaille Agglomération  |
| 29051      | 29500        | Ergué-Gabéric               | 8576                             | 39,87         | 215              | Fouesnant Quimper-2 | Quimper        | Quimper Bretagne Occidentale          |
| 29058      | 29170        | Fouesnant                   | 10.204                           | 32,76         | 311              | Fouesnant | Quimper        | Pays Fouesnantais                     |
| 29059      | 29610        | Garlan                      | 1063                             | 13,34         | 80               | Plouigneau Lanmeur | Morlaix        | Morlaix Communauté                    |
| 29060      | 29950        | Gouesnach                   | 2765                             | 17,07         | 162              | Fouesnant | Quimper        | Pays Fouesnantais                     |
| 29061      | 29850        | Gouesnou                    | 6412                             | 12,08         | 531              | Brest-4 Brest-L’Hermitage-Gouesnou | Brest          | Brest Métropole                       |
| 29062      | 29190        | Gouézec                     | 1115                             | 30,94         | 36               | Briec Pleyben | Châteaulin     | Pleyben-Châteaulin-Porzay             |
| 29063      | 29770        | Goulien                     | 440                              | 12,77         | 34               | Douarnenez Pont-Croix | Quimper        | Cap Sizun-Pointe du Raz               |
| 29064      | 29890        | Goulven                     | 439                              | 6,38          | 69               | Lesneven | Brest          | Communauté Lesneven Côte des Légendes |
| 29065      | 29710        | Gourlizon                   | 950                              | 9,91          | 96               | Plonéour-Lanvern Plogastel-Saint-Germain | Quimper        | Haut Pays Bigouden                    |
| 29066      | 29180        | Guengat                     | 1836                             | 22,72         | 81               | Quimper-1 Douarnenez | Quimper        | Quimper Bretagne Occidentale          |
| 29067      | 29650        | Guerlesquin                 | 1259                             | 21,83         | 58               | Plouigneau | Morlaix        | Morlaix Communauté                    |
| 29068      | 29410        | Guiclan                     | 2564                             | 42,64         | 60               | Landivisiau Taulé | Morlaix        | Pays de Landivisiau                   |
| 29069      | 29820        | Guilers                     | 8221                             | 18,98         | 433              | Brest-4 Brest-Cavale-Blanche-Bohars-Guilers | Brest          | Brest Métropole                       |
| 29070      | 29710        | Guiler-sur-Goyen            | 521                              | 11,25         | 46               | Plonéour-Lanvern Plogastel-Saint-Germain | Quimper        | Haut Pays Bigouden                    |
| 29071      | 29300        | Guilligomarc’h              | 804                              | 22,75         | 35               | Quimperlé Arzano | Quimper        | Quimperlé Communauté                  |
| 29072      | 29730        | Guilvinec                   | 2677                             | 2,46          | 1088             | Pont-l’Abbé Guilvinec | Quimper        | Pays Bigouden Sud                     |
| 29073      | 29620        | Guimaëc                     | 966                              | 18,73         | 52               | Plouigneau Lanmeur | Morlaix        | Morlaix Communauté                    |
| 29074      | 29400        | Guimiliau                   | 1000                             | 11,22         | 89               | Landivisiau | Morlaix        | Pays de Landivisiau                   |
| 29075      | 29490        | Guipavas                    | 15.401                           | 44,13         | 349              | Guipavas | Brest          | Brest Métropole                       |
| 29077      | 29880        | Guissény                    | 1974                             | 25,18         | 78               | Lesneven Lannilis | Brest          | Communauté Lesneven Côte des Légendes |
| 29078      | 29460        | Hanvec                      | 2035                             | 59,11         | 34               | Pont-de-Buis-lès-Quimerch Daoulas | Brest          | Pays de Landerneau-Daoulas            |
| 29079      | 29670        | Henvic                      | 1195                             | 9,95          | 120              | Morlaix Taulé | Morlaix        | Morlaix Communauté                    |
| 29080      | 29460        | Hôpital-Camfrout            | 2220                             | 13,16         | 169              | Pont-de-Buis-lès-Quimerch Daoulas | Brest          | Pays de Landerneau-Daoulas            |
| 29081      | 29690        | Huelgoat                    | 1420                             | 14,87         | 95               | Carhaix-Plouguer Huelgoat | Châteaulin     | Monts d’Arrée Communauté              |
| 29082      | 29253        | Île-de-Batz                 | 457                              | 3,05          | 150              | Saint-Pol-de-Léon | Morlaix        | Haut-Léon Communauté                  |
| 29083      | 29990        | Île-de-Sein                 | 280                              | 0,60          | 467              | Douarnenez Pont-Croix | Quimper        |                                       |
| 29084      | 29259        | Île-Molène                  | 166                              | 0,75          | 221              | Saint-Renan | Brest          | Pays d’Iroise                         |
| 29085      | 29980        | Île-Tudy                    | 745                              | 1,26          | 591              | Plonéour-Lanvern Pont-l’Abbé | Quimper        | Pays Bigouden Sud                     |
| 29086      | 29460        | Irvillac                    | 1427                             | 29,60         | 48               | Pont-de-Buis-lès-Quimerch Daoulas | Brest          | Pays de Landerneau-Daoulas            |
| 29089      | 29270        | Kergloff                    | 878                              | 24,94         | 35               | Carhaix-Plouguer | Châteaulin     | Poher Communauté                      |
| 29090      | 29100        | Kerlaz                      | 798                              | 11,45         | 70               | Douarnenez Châteaulin | Quimper        | Douarnenez Communauté                 |
| 29091      | 29890        | Kerlouan                    | 2028                             | 17,80         | 114              | Lesneven | Brest          | Communauté Lesneven Côte des Légendes |
| 29093      | 29260        | Kernilis                    | 1418                             | 10,13         | 140              | Lesneven Plabennec | Brest          | Communauté Lesneven Côte des Légendes |
| 29094      | 29260        | Kernouës                    | 660                              | 7,78          | 85               | Lesneven | Brest          | Communauté Lesneven Côte des Légendes |
| 29095      | 29860        | Kersaint-Plabennec          | 1537                             | 11,95         | 129              | Plabennec | Brest          | Pays des Abers                        |
| 29054      | 29690        | La Feuillée                 | 684                              | 31,55         | 22               | Carhaix-Plouguer Huelgoat | Châteaulin     | Monts d’Arrée Communauté              |
| 29056      | 29800        | La Forest-Landerneau        | 1999                             | 9,21          | 217              | Landerneau | Brest          | Pays de Landerneau-Daoulas            |
| 29057      | 29940        | La Forêt-Fouesnant          | 3485                             | 18,53         | 188              | Fouesnant | Quimper        | Pays Fouesnantais                     |
| 29144      | 29800        | La Martyre                  | 756                              | 18,01         | 42               | Pont-de-Buis-lès-Quimerch Ploudiry | Brest          | Pays de Landerneau-Daoulas            |
| 29237      | 29800        | La Roche-Maurice            | 1865                             | 12,04         | 155              | Landerneau Ploudiry | Brest          | Pays de Landerneau-Daoulas            |
| 29097      | 29400        | Lampaul-Guimiliau           | 2004                             | 17,48         | 115              | Landivisiau | Morlaix        | Pays de Landivisiau                   |
| 29098      | 29810        | Lampaul-Plouarzel           | 2176                             | 4,04          | 539              | Saint-Renan | Brest          | Pays d’Iroise                         |
| 29099      | 29830        | Lampaul-Ploudalmézeau       | 815                              | 6,35          | 128              | Plabennec Ploudalmézeau | Brest          | Pays d’Iroise                         |
| 29100      | 29260        | Lanarvily                   | 406                              | 5,92          | 69               | Lesneven Plabennec | Brest          | Communauté Lesneven Côte des Légendes |
| 29101      | 29870        | Landéda                     | 3695                             | 10,98         | 337              | Plabennec Lannilis | Brest          | Pays des Abers                        |
| 29102      | 29530        | Landeleau                   | 982                              | 30,41         | 32               | Carhaix-Plouguer Châteauneuf-du-Faou | Châteaulin     | Haute Cornouaille                     |
| 29103      | 29800        | Landerneau                  | 16.327                           | 13,19         | 1238             | Landerneau | Brest          | Pays de Landerneau-Daoulas            |
| 29104      | 29560        | Landévennec                 | 335                              | 13,83         | 24               | Crozon | Châteaulin     | Presqu’île de Crozon-Aulne maritime   |
| 29105      | 29400        | Landivisiau                 | 9197                             | 18,99         | 484              | Landivisiau | Morlaix        | Pays de Landivisiau                   |
| 29106      | 29510        | Landrévarzec                | 1874                             | 20,32         | 92               | Briec | Quimper        | Quimper Bretagne Occidentale          |
| 29107      | 29510        | Landudal                    | 910                              | 16,69         | 55               | Briec | Quimper        | Quimper Bretagne Occidentale          |
| 29108      | 29710        | Landudec                    | 1477                             | 20,56         | 72               | Plonéour-Lanvern Plogastel-Saint-Germain | Quimper        | Haut Pays Bigouden                    |
| 29109      | 29840        | Landunvez                   | 1548                             | 13,53         | 114              | Plabennec Ploudalmézeau | Brest          | Pays d’Iroise                         |
| 29110      | 29510        | Langolen                    | 839                              | 16,92         | 50               | Briec | Quimper        | Quimper Bretagne Occidentale          |
| 29111      | 29430        | Lanhouarneau                | 1294                             | 17,69         | 73               | Saint-Pol-de-Léon Plouescat | Morlaix        | Haut-Léon Communauté                  |
| 29112      | 29840        | Lanildut                    | 987                              | 5,82          | 170              | Saint-Renan Ploudalmézeau | Brest          | Pays d’Iroise                         |
| 29113      | 29620        | Lanmeur                     | 2367                             | 26,47         | 89               | Plouigneau Lanmeur | Morlaix        | Morlaix Communauté                    |
| 29114      | 29640        | Lannéanou                   | 341                              | 16,17         | 21               | Plouigneau | Morlaix        | Morlaix Communauté                    |
| 29115      | 29190        | Lannédern                   | 321                              | 12,43         | 26               | Briec Pleyben | Châteaulin     | Pleyben-Châteaulin-Porzay             |
| 29116      | 29400        | Lanneuffret                 | 150                              | 2,24          | 67               | Landerneau Ploudiry | Brest          | Pays de Landerneau-Daoulas            |
| 29117      | 29870        | Lannilis                    | 5712                             | 23,52         | 243              | Plabennec Lannilis | Brest          | Pays des Abers                        |
| 29119      | 29290        | Lanrivoaré                  | 1539                             | 14,89         | 103              | Saint-Renan | Brest          | Pays d’Iroise                         |
| 29120      | 29160        | Lanvéoc                     | 1951                             | 19,21         | 102              | Crozon | Châteaulin     | Presqu’île de Crozon-Aulne maritime   |
| 29122      | 29520        | Laz                         | 684                              | 34,44         | 20               | Briec Châteauneuf-du-Faou | Châteaulin     | Haute Cornouaille                     |
| 29033      | 29190        | Le Cloître-Pleyben          | 508                              | 20,42         | 25               | Briec Pleyben | Châteaulin     | Pleyben-Châteaulin-Porzay             |
| 29034      | 29410        | Le Cloître-Saint-Thégonnec  | 644                              | 28,48         | 23               | Plouigneau Saint-Thégonnec | Morlaix        | Morlaix Communauté                    |
| 29040      | 29217        | Le Conquet                  | 2814                             | 8,45          | 333              | Saint-Renan | Brest          | Pays d’Iroise                         |
| 29047      | 29860        | Le Drennec                  | 1911                             | 9,50          | 201              | Lesneven Plabennec | Brest          | Pays des Abers                        |
| 29053      | 29590        | Le Faou                     | 1882                             | 11,85         | 159              | Pont-de-Buis-lès-Quimerch Le Faou | Châteaulin     | Presqu’île de Crozon-Aulne maritime   |
| 29055      | 29260        | Le Folgoët                  | 3290                             | 9,77          | 337              | Lesneven | Brest          | Communauté Lesneven Côte des Légendes |
| 29087      | 29100        | Le Juch                     | 753                              | 14,38         | 52               | Douarnenez | Quimper        | Douarnenez Communauté                 |
| 29235      | 29480        | Le Relecq-Kerhuon           | 11.837                           | 6,43          | 1841             | Guipavas | Brest          | Brest Métropole                       |
| 29294      | 29450        | Le Tréhou                   | 636                              | 22,79         | 28               | Pont-de-Buis-lès-Quimerch Ploudiry | Brest          | Pays de Landerneau-Daoulas            |
| 29300      | 29380        | Le Trévoux                  | 1611                             | 20,83         | 77               | Moëlan-sur-Mer Bannalec | Quimper        | Quimperlé Communauté                  |
| 29123      | 29190        | Lennon                      | 801                              | 22,94         | 35               | Briec Pleyben | Châteaulin     | Pleyben-Châteaulin-Porzay             |
| 29124      | 29260        | Lesneven                    | 7471                             | 10,27         | 727              | Lesneven | Brest          | Communauté Lesneven Côte des Légendes |
| 29125      | 29390        | Leuhan                      | 836                              | 32,75         | 26               | Briec Châteauneuf-du-Faou | Châteaulin     | Haute Cornouaille                     |
| 29126      | 29260        | Loc-Brévalaire              | 210                              | 1,67          | 126              | Lesneven Plabennec | Brest          | Pays des Abers                        |
| 29128      | 29400        | Loc-Eguiner                 | 378                              | 11,90         | 32               | Landivisiau Ploudiry | Morlaix        | Pays de Landivisiau                   |
| 29130      | 29280        | Locmaria-Plouzané           | 5160                             | 23,16         | 223              | Saint-Renan | Brest          | Pays d’Iroise                         |
| 29131      | 29400        | Locmélar                    | 476                              | 15,55         | 31               | Landivisiau Sizun | Morlaix        | Pays de Landivisiau                   |
| 29132      | 29670        | Locquénolé                  | 792                              | 0,85          | 932              | Morlaix Taulé | Morlaix        | Morlaix Communauté                    |
| 29133      | 29241        | Locquirec                   | 1543                             | 5,96          | 259              | Plouigneau Lanmeur | Morlaix        | Morlaix Communauté                    |
| 29134      | 29180        | Locronan                    | 806                              | 8,08          | 100              | Quimper-1 Châteaulin | Quimper        | Quimper Bretagne Occidentale          |
| 29135      | 29750        | Loctudy                     | 4043                             | 12,73         | 318              | Pont-l’Abbé Guilvinec | Quimper        | Pays Bigouden Sud                     |
| 29136      | 29310        | Locunolé                    | 1166                             | 16,78         | 69               | Quimperlé Arzano | Quimper        | Quimperlé Communauté                  |
| 29137      | 29460        | Logonna-Daoulas             | 2127                             | 12,14         | 175              | Pont-de-Buis-lès-Quimerch Daoulas | Brest          | Pays de Landerneau-Daoulas            |
| 29139      | 29590        | Lopérec                     | 832                              | 39,49         | 21               | Carhaix-Plouguer Le Faou | Châteaulin     | Monts d’Arrée Communauté              |
| 29140      | 29470        | Loperhet                    | 3952                             | 20,31         | 195              | Pont-de-Buis-lès-Quimerch Daoulas | Brest          | Pays de Landerneau-Daoulas            |
| 29141      | 29530        | Loqueffret                  | 338                              | 27,40         | 12               | Carhaix-Plouguer Pleyben | Châteaulin     | Monts d’Arrée Communauté              |
| 29142      | 29190        | Lothey                      | 444                              | 13,48         | 33               | Briec Pleyben | Châteaulin     | Pleyben-Châteaulin-Porzay             |
| 29143      | 29790        | Mahalon                     | 1010                             | 21,39         | 47               | Douarnenez Pont-Croix | Quimper        | Cap Sizun-Pointe du Raz               |
| 29146      | 29140        | Melgven                     | 3388                             | 51,17         | 66               | Concarneau Bannalec | Quimper        | Concarneau Cornouaille Agglomération  |
| 29147      | 29300        | Mellac                      | 3371                             | 26,38         | 128              | Quimperlé | Quimper        | Quimperlé Communauté                  |
| 29148      | 29420        | Mespaul                     | 935                              | 11,48         | 81               | Saint-Pol-de-Léon | Morlaix        | Haut-Léon Communauté                  |
| 29076      | 29290        | Milizac-Guipronvel          | 4733                             | 41,62         | 114              | Saint-Renan | Brest          | Pays d’Iroise                         |
| 29150      | 29350        | Moëlan-sur-Mer              | 6763                             | 47,30         | 143              | Moëlan-sur-Mer Pont-Aven | Quimper        | Quimperlé Communauté                  |
| 29151      | 29600        | Morlaix                     | 15.220                           | 24,82         | 613              | Morlaix | Morlaix        | Morlaix Communauté                    |
| 29152      | 29270        | Motreff                     | 679                              | 21,59         | 31               | Carhaix-Plouguer | Châteaulin     | Poher Communauté                      |
| 29153      | 29920        | Névez                       | 2721                             | 25,37         | 107              | Moëlan-sur-Mer Pont-Aven | Quimper        | Concarneau Cornouaille Agglomération  |
| 29155      | 29242        | Ouessant                    | 854                              | 15,58         | 55               | Saint-Renan Ouessant | Brest          |                                       |
| 29156      | 29800        | Pencran                     | 2229                             | 8,93          | 250              | Landerneau | Brest          | Pays de Landerneau-Daoulas            |
| 29158      | 29760        | Penmarch                    | 5320                             | 16,39         | 325              | Pont-l’Abbé Guilvinec | Quimper        | Pays Bigouden Sud                     |
| 29159      | 29710        | Peumerit                    | 903                              | 19,59         | 46               | Plonéour-Lanvern Plogastel-Saint-Germain | Quimper        | Haut Pays Bigouden                    |
| 29160      | 29860        | Plabennec                   | 8633                             | 50,43         | 171              | Plabennec | Brest          | Pays des Abers                        |
| 29161      | 29170        | Pleuven                     | 3298                             | 13,69         | 241              | Fouesnant | Quimper        | Pays Fouesnantais                     |
| 29162      | 29190        | Pleyben                     | 3649                             | 76,04         | 48               | Briec Pleyben | Châteaulin     | Pleyben-Châteaulin-Porzay             |
| 29163      | 29410        | Pleyber-Christ              | 3175                             | 45,47         | 70               | Morlaix Saint-Thégonnec | Morlaix        | Morlaix Communauté                    |
| 29165      | 29740        | Plobannalec-Lesconil        | 3694                             | 18,17         | 203              | Pont-l’Abbé Guilvinec | Quimper        | Pays Bigouden Sud                     |
| 29166      | 29550        | Ploéven                     | 534                              | 13,11         | 41               | Crozon Châteaulin | Châteaulin     | Pleyben-Châteaulin-Porzay             |
| 29167      | 29710        | Plogastel-Saint-Germain     | 2016                             | 31,39         | 64               | Plonéour-Lanvern Plogastel-Saint-Germain | Quimper        | Haut Pays Bigouden                    |
| 29168      | 29770        | Plogoff                     | 1166                             | 11,73         | 99               | Douarnenez Pont-Croix | Quimper        | Cap Sizun-Pointe du Raz               |
| 29169      | 29180        | Plogonnec                   | 3223                             | 54,14         | 60               | Quimper-1 Douarnenez | Quimper        | Quimper Bretagne Occidentale          |
| 29170      | 29700        | Plomelin                    | 4216                             | 26,08         | 162              | Quimper-1 Quimper-3 | Quimper        | Quimper Bretagne Occidentale          |
| 29171      | 29120        | Plomeur                     | 3877                             | 29,69         | 131              | Plonéour-Lanvern Pont-l’Abbé | Quimper        | Pays Bigouden Sud                     |
| 29172      | 29550        | Plomodiern                  | 2254                             | 46,74         | 48               | Crozon Châteaulin | Châteaulin     | Pleyben-Châteaulin-Porzay             |
| 29173      | 29710        | Plonéis                     | 2405                             | 21,99         | 109              | Quimper-1 Plogastel-Saint-Germain | Quimper        | Quimper Bretagne Occidentale          |
| 29174      | 29720        | Plonéour-Lanvern            | 6403                             | 48,91         | 131              | Plonéour-Lanvern Plogastel-Saint-Germain | Quimper        | Haut Pays Bigouden                    |
| 29175      | 29530        | Plonévez-du-Faou            | 2174                             | 80,73         | 27               | Carhaix-Plouguer Châteauneuf-du-Faou | Châteaulin     | Haute Cornouaille                     |
| 29176      | 29550        | Plonévez-Porzay             | 1783                             | 29,23         | 61               | Crozon Châteaulin | Châteaulin     | Pleyben-Châteaulin-Porzay             |
| 29177      | 29810        | Plouarzel                   | 3987                             | 42,83         | 93               | Saint-Renan | Brest          | Pays d’Iroise                         |
| 29178      | 29830        | Ploudalmézeau               | 6440                             | 23,18         | 278              | Plabennec Ploudalmézeau | Brest          | Pays d’Iroise                         |
| 29179      | 29260        | Ploudaniel                  | 3738                             | 46,28         | 81               | Lesneven | Brest          | Communauté Lesneven Côte des Légendes |
| 29180      | 29800        | Ploudiry                    | 879                              | 27,19         | 32               | Pont-de-Buis-lès-Quimerch Ploudiry | Brest          | Pays de Landerneau-Daoulas            |
| 29181      | 29800        | Plouédern                   | 3062                             | 19,62         | 156              | Landerneau | Brest          | Pays de Landerneau-Daoulas            |
| 29182      | 29620        | Plouégat-Guérand            | 1058                             | 17,29         | 61               | Plouigneau Lanmeur | Morlaix        | Morlaix Communauté                    |
| 29183      | 29650        | Plouégat-Moysan             | 720                              | 14,97         | 48               | Plouigneau | Morlaix        | Morlaix Communauté                    |
| 29184      | 29420        | Plouénan                    | 2588                             | 30,64         | 84               | Saint-Pol-de-Léon | Morlaix        | Haut-Léon Communauté                  |
| 29185      | 29430        | Plouescat                   | 3549                             | 14,79         | 240              | Saint-Pol-de-Léon Plouescat | Morlaix        | Haut-Léon Communauté                  |
| 29186      | 29252        | Plouezoc’h                  | 1640                             | 15,83         | 104              | Plouigneau Lanmeur | Morlaix        | Morlaix Communauté                    |
| 29187      | 29440        | Plougar                     | 790                              | 17,48         | 45               | Landivisiau Plouescat | Morlaix        | Pays de Landivisiau                   |
| 29188      | 29630        | Plougasnou                  | 3035                             | 33,94         | 89               | Plouigneau Lanmeur | Morlaix        | Morlaix Communauté                    |
| 29189      | 29470        | Plougastel-Daoulas          | 13.431                           | 46,83         | 287              | Guipavas Daoulas | Brest          | Brest Métropole                       |
| 29190      | 29217        | Plougonvelin                | 4520                             | 18,69         | 242              | Saint-Renan | Brest          | Pays d’Iroise                         |
| 29191      | 29640        | Plougonven                  | 3398                             | 69,32         | 49               | Plouigneau | Morlaix        | Morlaix Communauté                    |
| 29192      | 29250        | Plougoulm                   | 1761                             | 18,37         | 96               | Saint-Pol-de-Léon | Morlaix        | Haut-Léon Communauté                  |
| 29193      | 29400        | Plougourvest                | 1486                             | 14,07         | 106              | Landivisiau | Morlaix        | Pays de Landivisiau                   |
| 29195      | 29880        | Plouguerneau                | 6719                             | 43,33         | 155              | Lesneven Lannilis | Brest          | Pays des Abers                        |
| 29196      | 29830        | Plouguin                    | 2236                             | 31,02         | 72               | Plabennec Ploudalmézeau | Brest          | Pays des Abers                        |
| 29197      | 29780        | Plouhinec                   | 3923                             | 28,05         | 140              | Douarnenez Pont-Croix | Quimper        | Cap Sizun-Pointe du Raz               |
| 29198      | 29260        | Plouider                    | 1801                             | 23,63         | 76               | Lesneven | Brest          | Communauté Lesneven Côte des Légendes |
| 29199      | 29610, 29650 | Plouigneau                  | 5039                             | 64,82         | 78               | Plouigneau | Morlaix        | Morlaix Communauté                    |
| 29201      | 29810        | Ploumoguer                  | 2097                             | 38,93         | 54               | Saint-Renan | Brest          | Pays d’Iroise                         |
| 29021      | 29890        | Plounéour-Brignogan-Plages  | 1955                             | 14,28         | 137              | Lesneven | Brest          | Communauté Lesneven Côte des Légendes |
| 29202      | 29410        | Plounéour-Ménez             | 1298                             | 51,74         | 25               | Morlaix Saint-Thégonnec | Morlaix        | Morlaix Communauté                    |
| 29204      | 29400        | Plounéventer                | 2212                             | 27,28         | 81               | Landivisiau | Morlaix        | Pays de Landivisiau                   |
| 29205      | 29270        | Plounévézel                 | 1153                             | 24,42         | 47               | Carhaix-Plouguer | Châteaulin     | Poher Communauté                      |
| 29206      | 29430        | Plounévez-Lochrist          | 2285                             | 39,54         | 58               | Saint-Pol-de-Léon Plouescat | Morlaix        | Haut-Léon Communauté                  |
| 29208      | 29830        | Plourin                     | 1263                             | 25,69         | 49               | Saint-Renan Ploudalmézeau | Brest          | Pays d’Iroise                         |
| 29207      | 29600        | Plourin-lès-Morlaix         | 4529                             | 40,92         | 111              | Plouigneau Morlaix | Morlaix        | Morlaix Communauté                    |
| 29209      | 29860        | Plouvien                    | 3930                             | 33,70         | 117              | Plabennec | Brest          | Pays des Abers                        |
| 29210      | 29420        | Plouvorn                    | 2932                             | 35,44         | 83               | Landivisiau Plouzévédé | Morlaix        | Pays de Landivisiau                   |
| 29211      | 29690        | Plouyé                      | 669                              | 37,55         | 18               | Carhaix-Plouguer Huelgoat | Châteaulin     | Monts d’Arrée Communauté              |
| 29212      | 29280        | Plouzané                    | 13.437                           | 33,14         | 405              | Brest-3 Brest-Plouzané | Brest          | Brest Métropole                       |
| 29213      | 29440        | Plouzévédé                  | 1856                             | 18,51         | 100              | Landivisiau Plouzévédé | Morlaix        | Pays de Landivisiau                   |
| 29214      | 29720        | Plovan                      | 682                              | 15,75         | 43               | Plonéour-Lanvern Plogastel-Saint-Germain | Quimper        | Haut Pays Bigouden                    |
| 29215      | 29710        | Plozévet                    | 2963                             | 27,18         | 109              | Plonéour-Lanvern Plogastel-Saint-Germain | Quimper        | Haut Pays Bigouden                    |
| 29216      | 29700        | Pluguffan                   | 4229                             | 32,09         | 132              | Quimper-1 Quimper-3 | Quimper        | Quimper Bretagne Occidentale          |
| 29217      | 29930        | Pont-Aven                   | 2796                             | 28,63         | 98               | Moëlan-sur-Mer Pont-Aven | Quimper        | Concarneau Cornouaille Agglomération  |
| 29218      | 29790        | Pont-Croix                  | 1635                             | 8,09          | 202              | Douarnenez Pont-Croix | Quimper        | Cap Sizun-Pointe du Raz               |
| 29302      | 29590        | Pont-de-Buis-lès-Quimerch   | 3571                             | 41,39         | 86               | Pont-de-Buis-lès-Quimerch Le Faou | Châteaulin     | Presqu’île de Crozon-Aulne maritime   |
| 29220      | 29120        | Pont-l’Abbé                 | 8403                             | 18,21         | 461              | Pont-l’Abbé | Quimper        | Pays Bigouden Sud                     |
| 29221      | 29840        | Porspoder                   | 1761                             | 11,29         | 156              | Saint-Renan Ploudalmézeau | Brest          | Pays d’Iroise                         |
| 29222      | 29150        | Port-Launay                 | 396                              | 2,00          | 198              | Crozon Châteaulin | Châteaulin     | Pleyben-Châteaulin-Porzay             |
| 29224      | 29100        | Pouldergat                  | 1213                             | 24,39         | 50               | Douarnenez | Quimper        | Douarnenez Communauté                 |
| 29225      | 29710        | Pouldreuzic                 | 2128                             | 16,75         | 127              | Plonéour-Lanvern Plogastel-Saint-Germain | Quimper        | Haut Pays Bigouden                    |
| 29226      | 29100        | Poullan-sur-Mer             | 1460                             | 30,35         | 48               | Douarnenez | Quimper        | Douarnenez Communauté                 |
| 29227      | 29246, 29690 | Poullaouen                  | 1466                             | 88,56         | 17               | Carhaix-Plouguer | Châteaulin     | Poher Communauté                      |
| 29228      | 29770        | Primelin                    | 641                              | 8,67          | 74               | Douarnenez Pont-Croix | Quimper        | Cap Sizun-Pointe du Raz               |
| 29229      | 29180        | Quéménéven                  | 1116                             | 28,21         | 40               | Crozon Châteaulin | Quimper        | Quimper Bretagne Occidentale          |
| 29230      | 29310        | Querrien                    | 1654                             | 54,01         | 31               | Quimperlé Scaër | Quimper        | Quimperlé Communauté                  |
| 29232      | 29000        | Quimper                     | 64.530                           | 84,45         | 764              | Quimper-1 Quimper-2 Quimper-1 Quimper-2 Quimper-3 | Quimper        | Quimper Bretagne Occidentale          |
| 29233      | 29300        | Quimperlé                   | 12.444                           | 31,73         | 392              | Quimperlé | Quimper        | Quimperlé Communauté                  |
| 29234      | 29300        | Rédené                      | 2999                             | 24,49         | 122              | Quimperlé Arzano | Quimper        | Quimperlé Communauté                  |
| 29236      | 29340        | Riec-sur-Bélon              | 4374                             | 54,64         | 80               | Moëlan-sur-Mer Pont-Aven | Quimper        | Quimperlé Communauté                  |
| 29238      | 29570        | Roscanvel                   | 825                              | 9,08          | 91               | Crozon | Châteaulin     | Presqu’île de Crozon-Aulne maritime   |
| 29239      | 29680        | Roscoff                     | 3318                             | 6,19          | 536              | Saint-Pol-de-Léon | Morlaix        | Haut-Léon Communauté                  |
| 29240      | 29590        | Rosnoën                     | 993                              | 33,64         | 30               | Pont-de-Buis-lès-Quimerch Le Faou | Châteaulin     | Presqu’île de Crozon-Aulne maritime   |
| 29241      | 29140        | Rosporden                   | 7580                             | 57,37         | 132              | Concarneau Rosporden | Quimper        | Concarneau Cornouaille Agglomération  |
| 29243      | 29150        | Saint-Coulitz               | 471                              | 11,22         | 42               | Crozon Châteaulin | Châteaulin     | Pleyben-Châteaulin-Porzay             |
| 29244      | 29440        | Saint-Derrien               | 846                              | 12,28         | 69               | Landivisiau | Morlaix        | Pays de Landivisiau                   |
| 29245      | 29800        | Saint-Divy                  | 1602                             | 8,52          | 188              | Landerneau | Brest          | Pays de Landerneau-Daoulas            |
| 29246      | 29460        | Saint-Eloy                  | 221                              | 12,42         | 18               | Pont-de-Buis-lès-Quimerch Daoulas | Brest          | Pays de Landerneau-Daoulas            |
| 29265      | 29600        | Sainte-Sève                 | 1060                             | 9,98          | 106              | Morlaix | Morlaix        | Morlaix Communauté                    |
| 29247      | 29170        | Saint-Évarzec               | 3491                             | 24,65         | 142              | Fouesnant | Quimper        | Pays Fouesnantais                     |
| 29248      | 29260        | Saint-Frégant               | 870                              | 8,41          | 103              | Lesneven | Brest          | Communauté Lesneven Côte des Légendes |
| 29249      | 29520        | Saint-Goazec                | 730                              | 33,76         | 22               | Briec Châteauneuf-du-Faou | Châteaulin     | Haute Cornouaille                     |
| 29250      | 29270        | Saint-Hernin                | 735                              | 29,29         | 25               | Carhaix-Plouguer | Châteaulin     | Poher Communauté                      |
| 29251      | 29630        | Saint-Jean-du-Doigt         | 683                              | 19,81         | 34               | Plouigneau Lanmeur | Morlaix        | Morlaix Communauté                    |
| 29252      | 29120        | Saint-Jean-Trolimon         | 973                              | 14,68         | 66               | Plonéour-Lanvern Pont-l’Abbé | Quimper        | Pays Bigouden Sud                     |
| 29254      | 29600        | Saint-Martin-des-Champs     | 4792                             | 15,70         | 305              | Morlaix | Morlaix        | Morlaix Communauté                    |
| 29255      | 29260        | Saint-Méen                  | 941                              | 11,74         | 80               | Lesneven | Brest          | Communauté Lesneven Côte des Légendes |
| 29256      | 29550        | Saint-Nic                   | 756                              | 18,03         | 42               | Crozon Châteaulin | Châteaulin     | Pleyben-Châteaulin-Porzay             |
| 29257      | 29830        | Saint-Pabu                  | 2078                             | 9,94          | 209              | Plabennec Ploudalmézeau | Brest          | Pays des Abers                        |
| 29259      | 29250        | Saint-Pol-de-Léon           | 6841                             | 23,43         | 292              | Saint-Pol-de-Léon | Morlaix        | Haut-Léon Communauté                  |
| 29260      | 29290        | Saint-Renan                 | 8454                             | 13,31         | 635              | Saint-Renan | Brest          | Pays d’Iroise                         |
| 29261      | 29190        | Saint-Rivoal                | 220                              | 18,69         | 12               | Carhaix-Plouguer Pleyben | Châteaulin     | Monts d’Arrée Communauté              |
| 29262      | 29400        | Saint-Sauveur               | 827                              | 13,24         | 62               | Landivisiau Sizun | Morlaix        | Pays de Landivisiau                   |
| 29263      | 29590        | Saint-Ségal                 | 1183                             | 16,20         | 73               | Pont-de-Buis-lès-Quimerch Châteaulin | Châteaulin     | Pleyben-Châteaulin-Porzay             |
| 29264      | 29400        | Saint-Servais               | 789                              | 10,29         | 77               | Landivisiau | Morlaix        | Pays de Landivisiau                   |
| 29266      | 29410        | Saint-Thégonnec Loc-Eguiner | 3118                             | 49,78         | 63               | Morlaix Saint-Thégonnec | Morlaix        | Morlaix Communauté                    |
| 29267      | 29520        | Saint-Thois                 | 709                              | 18,10         | 39               | Briec Châteauneuf-du-Faou | Châteaulin     | Haute Cornouaille                     |
| 29268      | 29800        | Saint-Thonan                | 1943                             | 11,29         | 172              | Landerneau | Brest          | Pays de Landerneau-Daoulas            |
| 29269      | 29380        | Saint-Thurien               | 1005                             | 21,41         | 47               | Quimperlé Scaër | Quimper        | Quimperlé Communauté                  |
| 29270      | 29800        | Saint-Urbain                | 1669                             | 15,21         | 110              | Pont-de-Buis-lès-Quimerch Daoulas | Brest          | Pays de Landerneau-Daoulas            |
| 29271      | 29440        | Saint-Vougay                | 879                              | 15,10         | 58               | Landivisiau Plouzévédé | Morlaix        | Pays de Landivisiau                   |
| 29272      | 29140        | Saint-Yvi                   | 3418                             | 27,05         | 126              | Concarneau Rosporden | Quimper        | Concarneau Cornouaille Agglomération  |
| 29273      | 29250        | Santec                      | 2435                             | 8,06          | 302              | Saint-Pol-de-Léon | Morlaix        | Haut-Léon Communauté                  |
| 29274      | 29390        | Scaër                       | 5197                             | 117,58        | 44               | Moëlan-sur-Mer Scaër | Quimper        | Quimperlé Communauté                  |
| 29275      | 29640        | Scrignac                    | 781                              | 70,94         | 11               | Carhaix-Plouguer Huelgoat | Châteaulin     | Monts d’Arrée Communauté              |
| 29276      | 29250        | Sibiril                     | 1154                             | 11,47         | 101              | Saint-Pol-de-Léon | Morlaix        | Haut-Léon Communauté                  |
| 29277      | 29450        | Sizun                       | 2334                             | 58,14         | 40               | Landivisiau Sizun | Morlaix        | Pays de Landivisiau                   |
| 29278      | 29540        | Spézet                      | 1743                             | 60,67         | 29               | Carhaix-Plouguer | Châteaulin     | Haute Cornouaille                     |
| 29279      | 29670        | Taulé                       | 2883                             | 29,47         | 98               | Morlaix Taulé | Morlaix        | Morlaix Communauté                    |
| 29280      | 29560        | Telgruc-sur-Mer             | 2145                             | 28,29         | 76               | Crozon | Châteaulin     | Presqu’île de Crozon-Aulne maritime   |
| 29281      | 29140        | Tourch                      | 1004                             | 19,70         | 51               | Concarneau Rosporden | Quimper        | Concarneau Cornouaille Agglomération  |
| 29282      | 29217        | Trébabu                     | 365                              | 4,36          | 84               | Saint-Renan | Brest          | Pays d’Iroise                         |
| 29284      | 29730        | Treffiagat                  | 2438                             | 8,10          | 301              | Pont-l’Abbé Guilvinec | Quimper        | Pays Bigouden Sud                     |
| 29285      | 29440        | Tréflaouénan                | 523                              | 8,16          | 64               | Saint-Pol-de-Léon Plouzévédé | Morlaix        | Haut-Léon Communauté                  |
| 29286      | 29800        | Tréflévénez                 | 247                              | 9,65          | 26               | Pont-de-Buis-lès-Quimerch Ploudiry | Brest          | Pays de Landerneau-Daoulas            |
| 29287      | 29430        | Tréflez                     | 984                              | 15,76         | 62               | Saint-Pol-de-Léon Plouescat | Morlaix        | Haut-Léon Communauté                  |
| 29288      | 29260        | Trégarantec                 | 628                              | 5,21          | 121              | Lesneven | Brest          | Communauté Lesneven Côte des Légendes |
| 29289      | 29560        | Trégarvan                   | 127                              | 9,68          | 13               | Crozon Châteaulin | Châteaulin     | Pleyben-Châteaulin-Porzay             |
| 29290      | 29870        | Tréglonou                   | 689                              | 5,85          | 118              | Plabennec Lannilis | Brest          | Pays des Abers                        |
| 29291      | 29970        | Trégourez                   | 952                              | 17,72         | 54               | Briec Châteauneuf-du-Faou | Châteaulin     | Haute Cornouaille                     |
| 29292      | 29720        | Tréguennec                  | 312                              | 9,61          | 32               | Plonéour-Lanvern Pont-l’Abbé | Quimper        | Pays Bigouden Sud                     |
| 29293      | 29910        | Trégunc                     | 7094                             | 50,61         | 140              | Moëlan-sur-Mer Concarneau | Quimper        | Concarneau Cornouaille Agglomération  |
| 29295      | 29800        | Trémaouézan                 | 492                              | 8,30          | 59               | Landerneau | Brest          | Pays de Landerneau-Daoulas            |
| 29296      | 29120        | Tréméoc                     | 1506                             | 11,66         | 129              | Plonéour-Lanvern Pont-l’Abbé | Quimper        | Pays Bigouden Sud                     |
| 29297      | 29300        | Tréméven                    | 2378                             | 15,42         | 154              | Quimperlé | Quimper        | Quimperlé Communauté                  |
| 29298      | 29720        | Tréogat                     | 579                              | 9,85          | 59               | Plonéour-Lanvern Plogastel-Saint-Germain | Quimper        | Haut Pays Bigouden                    |
| 29299      | 29290        | Tréouergat                  | 325                              | 6,10          | 53               | Saint-Renan Ploudalmézeau | Brest          | Pays d’Iroise                         |
| 29301      | 29440        | Trézilidé                   | 403                              | 4,60          | 88               | Landivisiau Plouzévédé | Morlaix        | Pays de Landivisiau                   |

## Neuordnung der Arrondissements 2017
Durch die Neuordnung der Arrondissements im Jahr 2017 wurde die Gemeinde Loc-Eguiner aus dem Arrondissement Brest dem Arrondissement Morlaix und die drei Gemeinden Kerlaz, Locronan und Quéménéven aus dem Arrondissement Châteaulin dem Arrondissement Quimper zugewiesen.

## Veränderungen im Gemeindebestand seit 2015

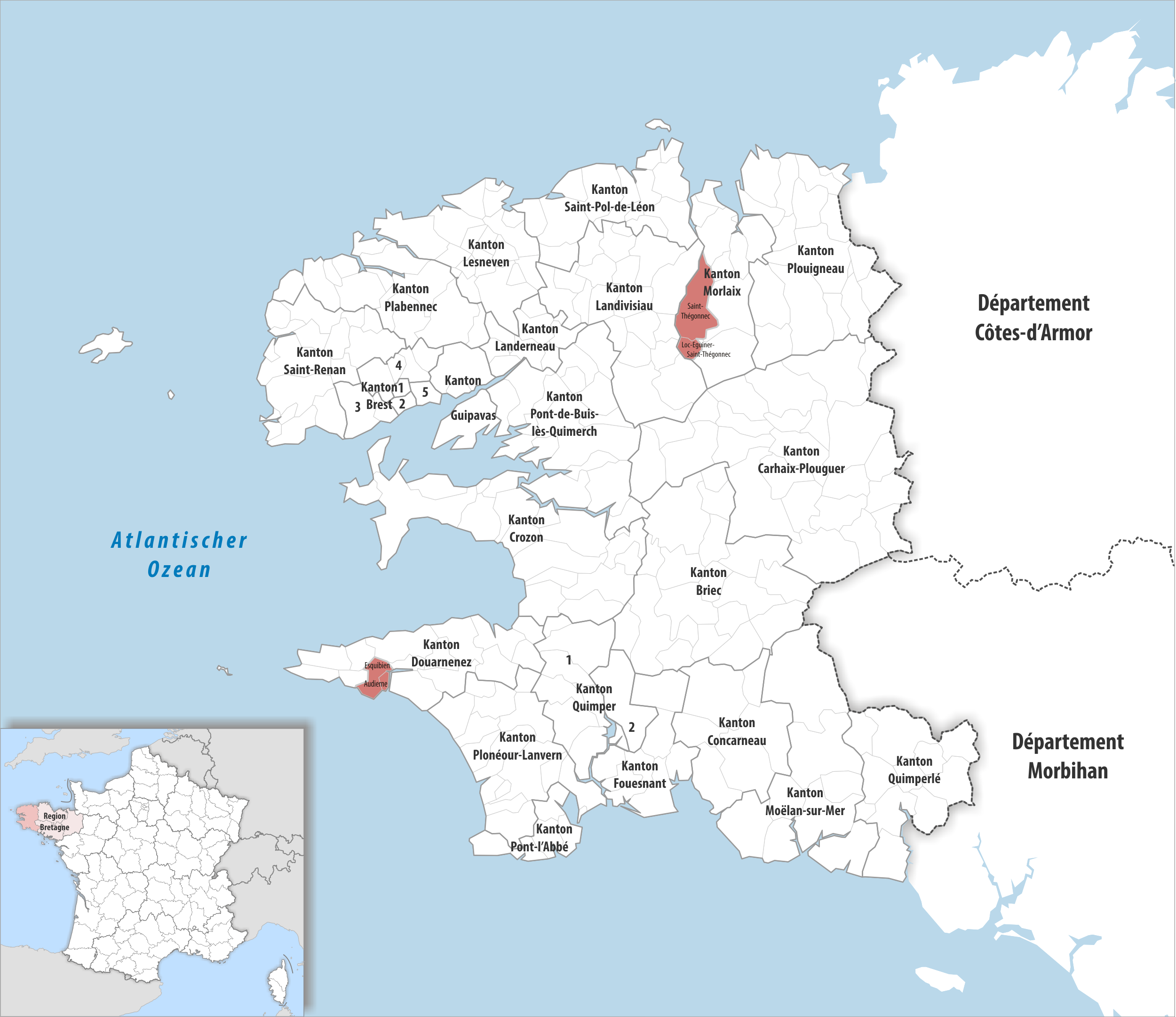
Gemeinden bis 2015
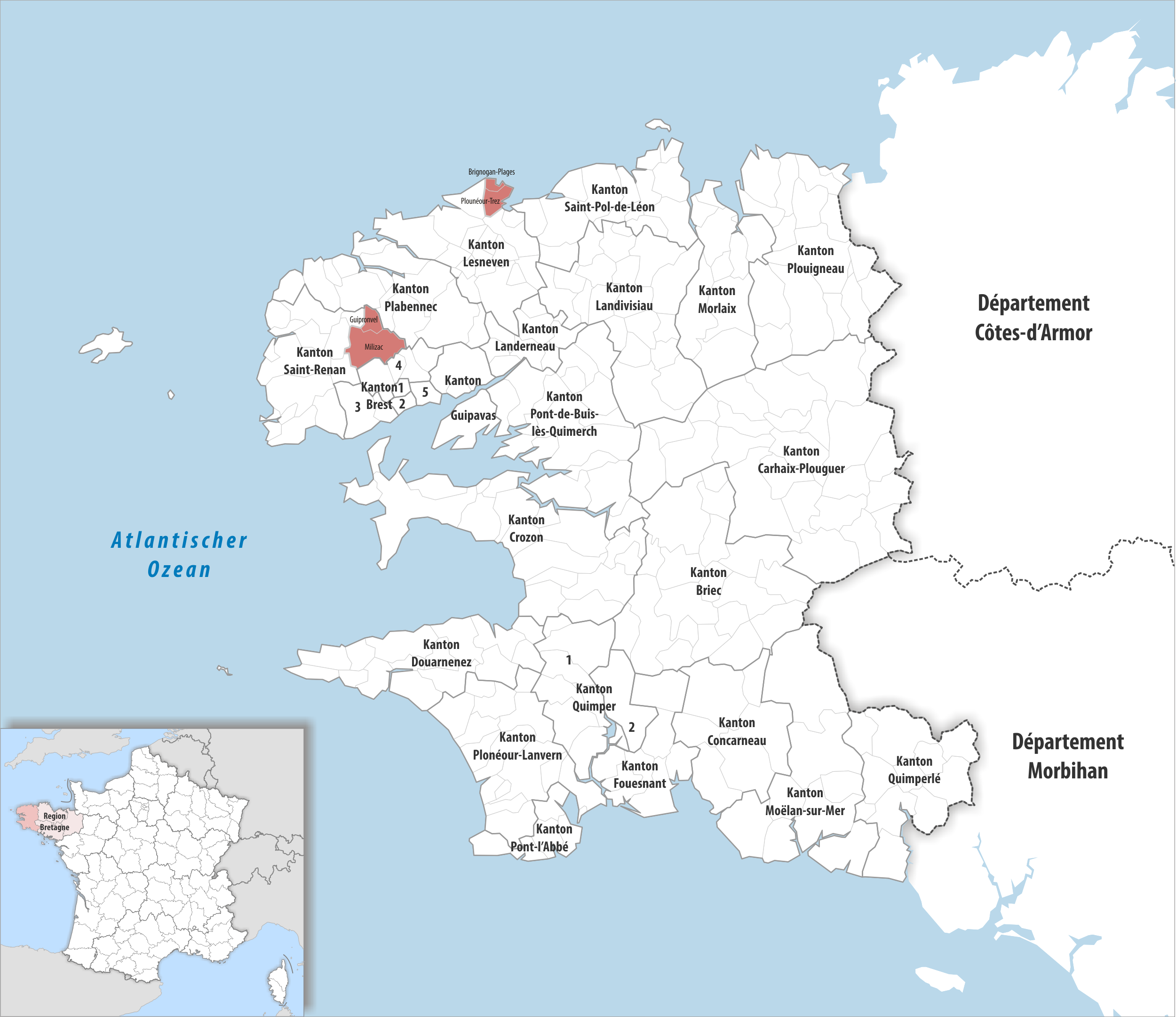
Gemeinden bis 2016
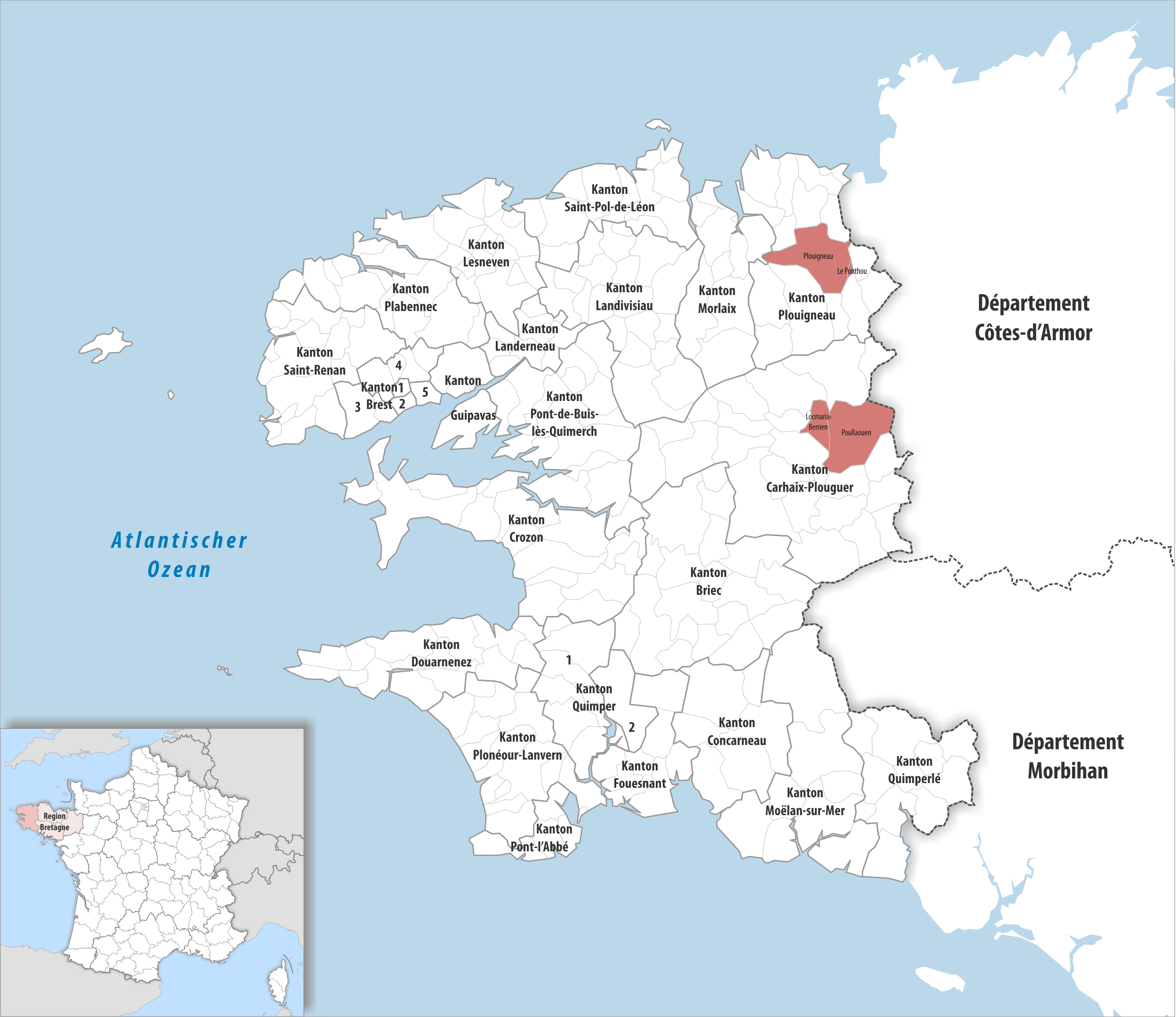
Gemeinden bis 2018

2019:
- Fusion Plouigneau und Le Ponthou → Plouigneau
- Fusion Poullaouen und Locmaria-Berrien → Poullaouen

2017: 
- Fusion Milizac und Guipronvel → Milizac-Guipronvel
- Fusion Plounéour-Trez und Brignogan-Plages → Plounéour-Brignogan-Plages

2016: 
- Fusion Audierne und Esquibien → Audierne
- Fusion Loc-Eguiner-Saint-Thégonnec und Saint-Thégonnec → Saint-Thégonnec Loc-Eguiner